# Уилсон, Дж. Уиллоу
Дж. Уиллоу Уилсон (англ. G. Willow Wilson; род. 31 августа 1982, Нью-Джерси, США) — американская писательница. Наиболее известна созданием Камалы Хан из комиксов Marvel и написанием романа «Алиф-неведимка», который получил Всемирную премию фэнтези.

## Ранние годы
Уилсон родилась 31 августа 1982 года в округе Монмут (Нью-Джерси) и выросла в Морганвилле. Она жила в округе до 12 лет. Её родители были атеистами, отказавшимися от протестантизма в конце 1960-х годов. Уилсон впервые узнала о комиксах, когда в пятом классе прочитала брошюру против курения с изображением Людей Икс. Герои очаровали её, и она начала смотреть одноимённый мультсериал.

## Личная жизнь
С 2007 года Уилсон живёт в Сиэтле со своим мужем Омаром Хаггагом. У неё две дочери.

## Награды
- 2012 — Middle East Book Award — Youth Literature: Alif the Unseen[8]
- 2013 — Pacific Northwest Booksellers Association Award—Regional Book: Alif the Unseen[9]
- 2013 — World Fantasy Award—Novel: Alif the Unseen[10]
- 2014 — Broken Frontier Awards—Best Writer, Mainstream[11]
- 2015 — Hugo Award—Best Graphic Story: Ms. Marvel[12]
- 2016 — Dwayne McDuffie Award for Diversity in Comics: Ms. Marvel[13]